# Hans Johansen
Pour les articles homonymes, voir Johansen.
Hans Johansen, né le 21 janvier 1875 et mort le 1953, est un coureur du combiné nordique norvégien.

## Biographie
Né à Vestre Aker, il est membre du club de ski Nydalens. 
Il est vainqueur dans la catégorie junior au Festival de ski d'Holmenkollen en 1892. Il gagne ensuite une course chez les voisins suédois à Stockholm et son premier kongekopal. En 1894, il est cette fois vainqueur de la compétition à Holmenkollen chez les séniors. Un an plus tard, il est sixième, malgré le meilleur parcours de ski de fond, puis se classe quatrième en 1897.